# Henrik Jakobsen (handball)
Pour les articles homonymes, voir Henrik Jakobsen.
Henrik Jakobsen, né le 16 décembre 1992 à Lørenskog, est un joueur de handball international norvégien évoluant au poste de pivot. Il mesure 1,96 m pour 116 kg. Depuis la saison 2022-2023, il évolue au sein du GOG Håndbold.

## Biographie
Originaire de Lørenskog , Henrik Jakobsen intègre le centre de formation du Fjellhammer IL, avant de signer en 2009 au Drammen HK. En 2015, il rejoint le Danemark au sein du GOG Håndbold. Depuis 2018, il évolue en France : au Fenix Toulouse Handball d'abord puis à l'USAM Nîmes Gard depuis 2021.

## Palmarès

### En club
- néant

### En équipe nationale
- 7e place au Championnat d'Europe 2018
- Médaille d'argent au Championnat du monde 2019
- 6e place au Championnat du monde 2021